# 拉苏苏阿
拉苏苏阿（Lasusua）是印度尼西亚东南苏拉威西省的一个城镇，是北科拉卡县的县治所在，位于苏拉威西岛东南半岛西北，西邻波尼湾。2010年统计，拉苏苏阿所在的拉苏苏阿区（Kecamatan Lasusua）共有21,756人。

## 资料来源
1. ↑  Biro Pusat Statistik, Jakarta, 2011.